# Akanthophoreus vikingra
Akanthophoreus vikingra is een naaldkreeftjessoort uit de familie van de Akanthophoreidae. De wetenschappelijke naam van de soort is voor het eerst geldig gepubliceerd in 2011 door Blazewicz-Paszkowycz & Bamber.